# پی.۵۶ پرووست
پی. ۵۶ پرووست (به انگلیسی: Percival_Provost) یک هواگرد ملخ‌پیشین تک‌موتوره از نوع هواپیمای آموزشی ساخت شرکت Percival است. هواگرد پی. ۵۶ پرووست نخستین پروازش را در ۲۴ فوریه ۱۹۵۰ میلادی انجام داد. این هواگرد در سال ۱۹۵۳ میلادی رسماً معرفی گردید و در سال‌های ۱۹۵۰–۱۹۵۶ تولید شده‌است. در مجموع، تعداد ۴۶۱ فروند از این هواگرد ساخته شده‌است.
طراح این هواگرد، Henry Millicer بود.